# 八郎潟駅
八郎潟駅（はちろうがたえき）は、秋田県南秋田郡八郎潟町字中田にある、東日本旅客鉄道（JR東日本）奥羽本線の駅である。

## 概要
南秋田郡周辺の中心駅。普通・快速列車のほか、特急「つがる」、臨時快速「リゾートしらかみ」が停車する。2008年（平成20年）3月のダイヤ改正より寝台特急「日本海」は通過となったが、2012年（平成24年）3月のダイヤ改正で臨時化されたのちに廃止されたため、全定期旅客列車の停車駅に戻った。しかし、2024年（令和6年）3月のダイヤ改正にて当駅を通過する「スーパーつがる」が新設された。なお、快速列車は、2018年（平成30年）のダイヤ改正より、秋田駅から当駅までは各駅停車となっている。
かつては秋田中央交通線が接続していた。

## 歴史
- 1902年（明治35年）
  - 8月1日：官営鉄道（国鉄）奥羽北線 能代駅（現・東能代駅） - 当駅間開業と同時に五城目駅として南秋田郡一日市村（ひといちむら）に開業[2]。
  - 10月21日：奥羽北線五城目駅 - 秋田駅間が開業[3]。
- 1903年（明治36年）12月11日：五城目電信取扱所を開設[4]。 公衆電報の取扱を開始。
- 1922年（大正11年）4月21日：五城目軌道が開業。
- 1926年（大正15年）11月1日：一日市駅に改称[5]。
- 1962年（昭和37年）5月：跨線橋が完成[新聞 1]。
- 1965年（昭和40年）
  - 6月1日：八郎潟駅に改称。
  - 12月：現駅舎に改築[新聞 2]。
- 1969年（昭和44年）
  - 7月11日：秋田中央交通線（旧・五城目軌道）が廃止され、同社の路線バスに転換。
  - 8月27日：お召し列車が八郎潟駅発、秋田駅着で運転。昭和天皇、香淳皇后が乗車[6]。
- 1984年（昭和59年）2月1日：貨物の取り扱いを廃止[7]。
- 1985年（昭和60年）3月14日：荷物扱いを廃止[7]。
- 1986年（昭和61年）12月23日：みどりの窓口を開設[新聞 3]。
- 1987年（昭和62年）4月1日：国鉄分割民営化により、東日本旅客鉄道（JR東日本）の駅になる[7]。
- 1989年（平成元年）4月8日：東西連絡通路および駅前の陶板レリーフが完成[新聞 4]。
- 1999年（平成11年）：こまち駐車場を開設[新聞 5]。
- 2004年（平成16年）4月1日：当直勤務が廃止され、早朝夜間駅員不在になる。
- 2006年（平成18年）3月16日：みどりの窓口を廃止し、「もしもし券売機Kaeruくん」が稼働を開始[新聞 6][新聞 7]。
- 2010年（平成22年）4月1日：羽後飯塚駅 - 鹿渡駅間各駅管理権限を土崎駅に委譲し、自駅のみの管理となる。
- 2012年（平成24年）2月11日：「もしもし券売機Kaeruくん」に代わり、指定席券売機を設置[報道 1]。
- 2015年（平成27年）10月1日：業務委託化。八郎潟駅長・助役を廃止。
- 2021年（令和3年）6月27日：午前11時20分ごろ、青森発秋田行き特急つがる2号（4両編成）が停止位置を50メートル超えてオーバーラン[新聞 8]。乗客約60人にけがはなし[新聞 8]。特急はそのまま駅を通過したため3人が乗降できず[新聞 8]。
- 2024年（令和6年）10月1日：えきねっとQチケのサービスを開始[1][報道 2]。

## 駅構造
単式ホーム1面1線と島式ホーム1面2線、計2面3線のホームを持つ地上駅で、両ホームは跨線橋で連絡している。
かつては直営駅（駅長・助役配置）で、管理駅でもあり、奥羽本線の羽後飯塚駅 - 鹿渡駅間の各駅を管理下に置いていたが、2010年（平成22年）4月1日から土崎駅が管理、当駅は自駅のみの単駅管理になり、さらに現在は土崎駅管理の業務委託駅となっている（JR東日本東北総合サービスが受託）。駅舎内には自動券売機、指定席券売機、待合室、公衆電話、トイレなどがある。「もしもし券売機Kaeruくん」が設置されていたが、2012年（平成24年）2月10日をもって営業終了し撤去された。
駅前には県無形民俗文化財の願人踊り、一日市の盆踊などを描いた信楽焼の陶板壁画レリーフがある。壁画は高さ3メートル、横幅が20メートルもある大きなものである。また、駅東側とを結ぶ連絡通路が、駅構内の跨線橋に隣接して設けられている。

### のりば
| 番線 | 路線      | 方向 | 行先     |
| ---- | --------- | ---- | -------- |
| 1    | ■奥羽本線 | 下り | 青森方面 |
| 2・3 | ■奥羽本線 | 上り | 秋田方面 |

3番線は当駅始発の秋田方面行きを中心に使用する。なお、上下共用の待避線であり、両方向の入線・出発に対応している。以前は夜間滞泊が設定されていたが、2019年（令和元年）現在は行っておらず、秋田駅からの最終電車は旅客扱い終了後、秋田駅まで回送する。なお、2023年度（令和5年度）からは日曜日のみ東能代駅まで回送する。当駅始発の初電も秋田駅から回送してくる。なお、1987年（昭和62年）4月1日時点では、夜間に気動車で秋田駅から往復する運用があり、翌年の3月13日改正で、この運用が1往復増発で繰り下げられた。

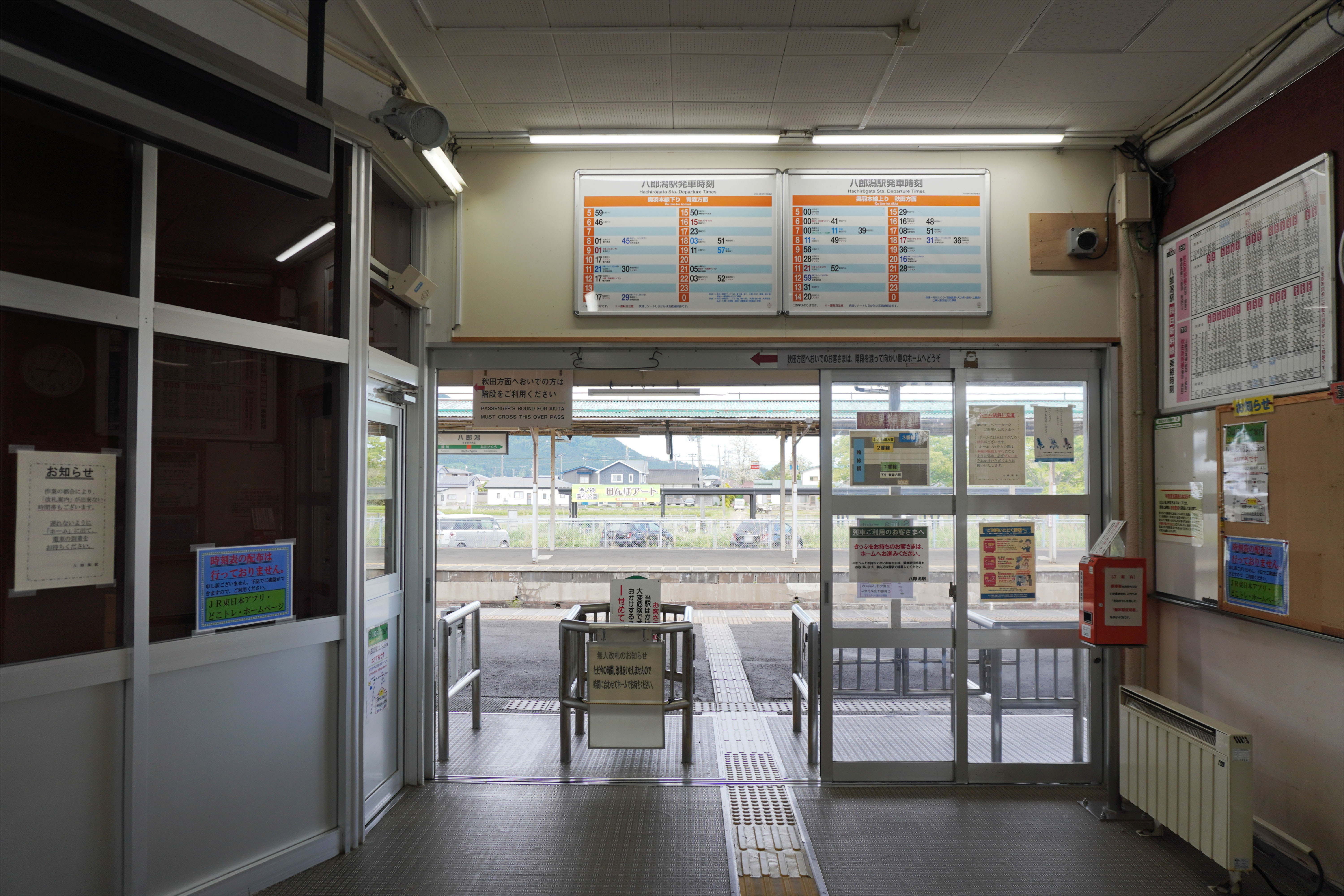
改札口（2024年5月）
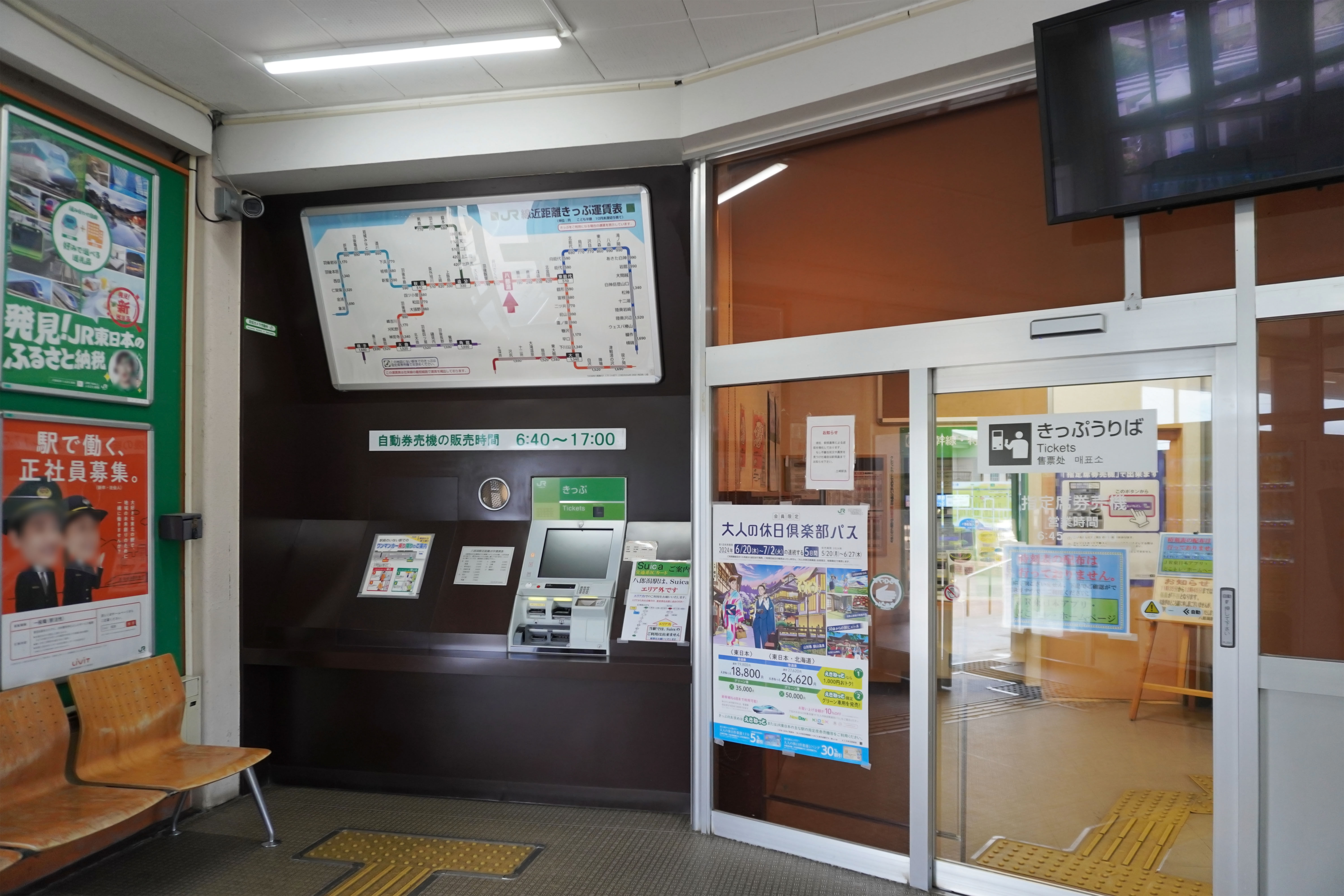
切符売り場（2024年5月）
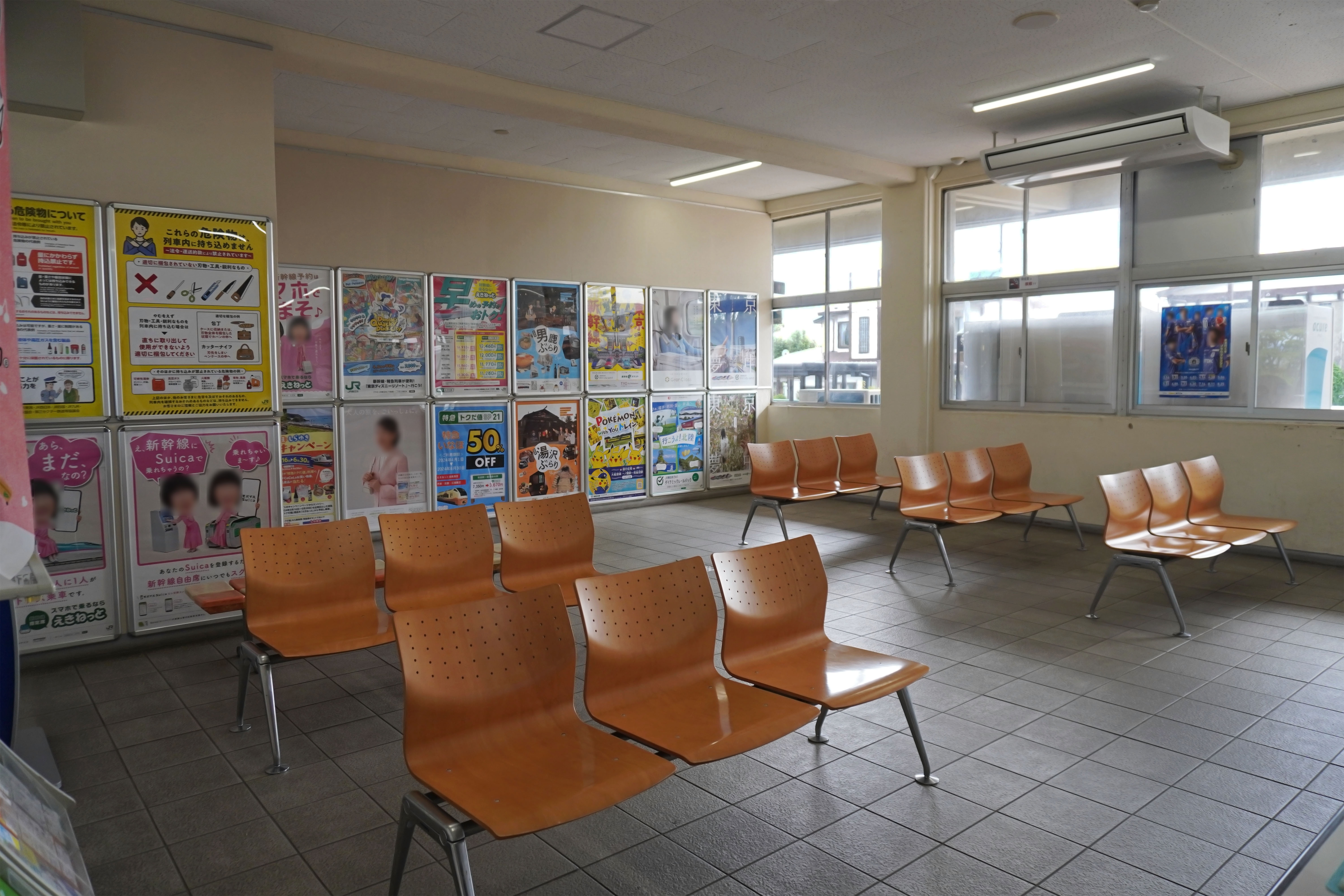
待合室（2024年5月）
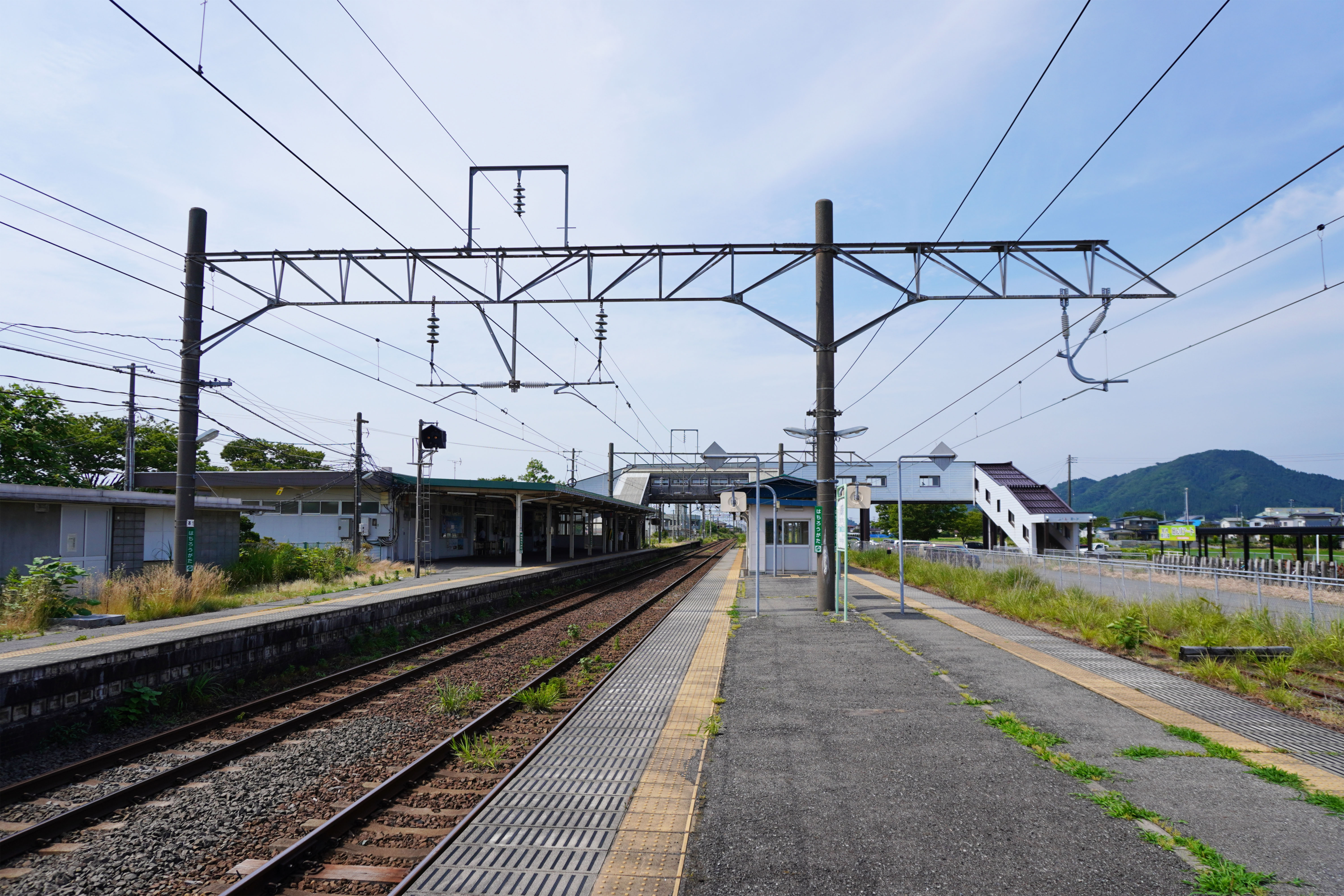
ホーム（2024年6月）

## 利用状況
JR東日本によると、2023年度（令和5年度）の1日平均乗車人員は539人である。
2000年度（平成12年度）以降の推移は以下のとおりである。
| 1日平均乗車人員推移 | 1日平均乗車人員推移 | 1日平均乗車人員推移 | 1日平均乗車人員推移 | 1日平均乗車人員推移 |
| 年度                | 定期外              | 定期                | 合計                | 出典                |
| ------------------- | ------------------- | ------------------- | ------------------- | ------------------- |
| 2000年（平成12年）  |                     |                     | 1,225               | [ 利用客数 2 ]      |
| 2001年（平成13年）  |                     |                     | 1,177               | [ 利用客数 3 ]      |
| 2002年（平成14年）  |                     |                     | 1,117               | [ 利用客数 4 ]      |
| 2003年（平成15年）  |                     |                     | 1,066               | [ 利用客数 5 ]      |
| 2004年（平成16年）  |                     |                     | 1,033               | [ 利用客数 6 ]      |
| 2005年（平成17年）  |                     |                     | 1,024               | [ 利用客数 7 ]      |
| 2006年（平成18年）  |                     |                     | 982                 | [ 利用客数 8 ]      |
| 2007年（平成19年）  |                     |                     | 947                 | [ 利用客数 9 ]      |
| 2008年（平成20年）  |                     |                     | 948                 | [ 利用客数 10 ]     |
| 2009年（平成21年）  |                     |                     | 921                 | [ 利用客数 11 ]     |
| 2010年（平成22年）  |                     |                     | 912                 | [ 利用客数 12 ]     |
| 2011年（平成23年）  |                     |                     | 890                 | [ 利用客数 13 ]     |
| 2012年（平成24年）  | 162                 | 721                 | 884                 | [ 利用客数 14 ]     |
| 2013年（平成25年）  | 164                 | 710                 | 875                 | [ 利用客数 15 ]     |
| 2014年（平成26年）  | 154                 | 625                 | 780                 | [ 利用客数 16 ]     |
| 2015年（平成27年）  | 149                 | 666                 | 816                 | [ 利用客数 17 ]     |
| 2016年（平成28年）  | 148                 | 665                 | 813                 | [ 利用客数 18 ]     |
| 2017年（平成29年）  | 142                 | 666                 | 809                 | [ 利用客数 19 ]     |
| 2018年（平成30年）  | 138                 | 654                 | 792                 | [ 利用客数 20 ]     |
| 2019年（令和元年）  | 131                 | 628                 | 759                 | [ 利用客数 21 ]     |
| 2020年（令和02年）  | 72                  | 592                 | 665                 | [ 利用客数 22 ]     |
| 2021年（令和03年）  | 74                  | 511                 | 586                 | [ 利用客数 23 ]     |
| 2022年（令和04年）  | 84                  | 487                 | 572                 | [ 利用客数 24 ]     |
| 2023年（令和05年）  | 95                  | 443                 | 539                 | [ 利用客数 1 ]      |

## 駅周辺
- 八郎潟町
  - 本庁
  - オリンピック記念会館
  - 中羽立公園野球場（弁天球場）
  - 八郎潟町立八郎潟中学校
  - 八郎潟町立八郎潟小学校
  - えきまえ交流館・はちパル（八郎潟町立図書館・子育て支援センター）
- 秋田県厚生農業協同組合連合会湖東厚生病院
- 秋田県道15号秋田八郎潟線
- 秋田県道219号三倉鼻五城目線
- 秋田県道298号道村大川線
- 国道7号
- 北都銀行八郎潟支店・五城目支店
- 秋田信用金庫八郎潟支店
- 日本郵便八郎潟郵便局
- JAあきた湖東 八郎潟支所

## バス路線
「八郎潟駅前」停留所にて、秋田中央トランスポートによる南秋地域広域マイタウンバスが運行する路線バスが発着する。
- 秋田中央トランスポート・南秋地域広域マイタウンバス
  - 五城目バスターミナル行き
  - 大潟村方面行き

## その他
- 仙台・東京方面などへの往復JRきっぷを購入した乗客が無料で利用できる「こまち駐車場」がある（74台分）。

## 隣の駅
東日本旅客鉄道（JR東日本）
■奥羽本線
- 特急「つがる」・臨時快速「リゾートしらかみ」停車駅

□快速
井川さくら駅 - 八郎潟駅 - 森岳駅
■普通
井川さくら駅 - 八郎潟駅 - 鯉川駅

### かつて存在した路線
秋田中央交通
秋田中央交通線
八郎潟駅 - 川崎駅

### 記事本文

#### 報道発表資料
1. ↑  「もしもし券売機『Kaeruくん』が指定席券売機に替わります! (PDF)」東日本旅客鉄道秋田支社。2021年2月5日閲覧。
2. ↑  「Suicaエリア外もチケットレスで! 東北エリアから「えきねっとQチケ」がはじまります (PDF)」（プレスリリース）、東日本旅客鉄道、2024年7月11日。2024年8月6日閲覧。

#### 新聞記事
1. ↑  「一本足の渡線橋登場」『読売新聞』1962年5月4日、秋田読売。
2. ↑  「八郎潟駅の新駅舎も竣工」『交通新聞』交通協力会、1966年1月12日、2面。
3. ↑  「秋田鉄道管理局、みどりの窓口増設」『日本経済新聞』日本経済新聞社、1986年12月17日、地方経済面、東北A、2面。
4. 1 2 3 4  「東西連絡通路渡り初め 八郎潟駅 巨大陶板壁画も設置」『秋田魁新報』秋田魁新報社、1989年4月9日、朝刊、13面。
5. ↑  「新幹線客向け駐車場 秋田6駅で新・増設」『日本経済新聞』1999年5月1日、地方経済面、東北A。
6. ↑  「JR東日本 「みどりの窓口」廃止へ 県内8駅 湯沢市など「撤回を」」『朝日新聞』朝日新聞社、2006年3月2日、31 朝刊。
7. ↑  「みどりの窓口リストラ」『朝日新聞』朝日新聞社、2006年7月11日、23 夕刊。
8. 1 2 3  「秋田行き特急つがる、八郎潟駅オーバーラン 3人乗降できず」『秋田魁新報電子版』秋田魁新報社、2021年6月27日。オリジナルの2021年6月27日時点におけるアーカイブ。2025年5月16日閲覧。

### 利用状況
1. 1 2  「各駅の乗車人員 2023年度 101位以下（6）| 企業サイト：JR東日本」東日本旅客鉄道。2025年7月19日閲覧。
2. ↑  「JR東日本：各駅の乗車人員（2000年度）」東日本旅客鉄道。2025年7月19日閲覧。
3. ↑  「JR東日本：各駅の乗車人員（2001年度）」東日本旅客鉄道。2025年7月19日閲覧。
4. ↑  「JR東日本：各駅の乗車人員（2002年度）」東日本旅客鉄道。2025年7月19日閲覧。
5. ↑  「JR東日本：各駅の乗車人員（2003年度）」東日本旅客鉄道。2025年7月19日閲覧。
6. ↑  「JR東日本：各駅の乗車人員（2004年度）」東日本旅客鉄道。2025年7月19日閲覧。
7. ↑  「JR東日本：各駅の乗車人員（2005年度）」東日本旅客鉄道。2025年7月19日閲覧。
8. ↑  「JR東日本：各駅の乗車人員（2006年度）」東日本旅客鉄道。2025年7月19日閲覧。
9. ↑  「JR東日本：各駅の乗車人員（2007年度）」東日本旅客鉄道。2025年7月19日閲覧。
10. ↑  「JR東日本：各駅の乗車人員（2008年度）」東日本旅客鉄道。2025年7月19日閲覧。
11. ↑  「JR東日本：各駅の乗車人員（2009年度）」東日本旅客鉄道。2025年7月19日閲覧。
12. ↑  「JR東日本：各駅の乗車人員（2010年度）」東日本旅客鉄道。2025年7月19日閲覧。
13. ↑  「JR東日本：各駅の乗車人員（2011年度）」東日本旅客鉄道。2025年7月19日閲覧。
14. ↑  「JR東日本：各駅の乗車人員（2012年度）」東日本旅客鉄道。2025年7月19日閲覧。
15. ↑  「各駅の乗車人員 2013年度 ベスト100以外（6）：JR東日本」東日本旅客鉄道。2025年7月19日閲覧。
16. ↑  「各駅の乗車人員 2014年度 ベスト100以外（6）：JR東日本」東日本旅客鉄道。2025年7月19日閲覧。
17. ↑  「各駅の乗車人員 2015年度 ベスト100以外（6）：JR東日本」東日本旅客鉄道。2025年7月19日閲覧。
18. ↑  「各駅の乗車人員 2016年度 ベスト100以外（6）：JR東日本」東日本旅客鉄道。2025年7月19日閲覧。
19. ↑  「各駅の乗車人員 2017年度 ベスト100以外（6）：JR東日本」東日本旅客鉄道。2025年7月19日閲覧。
20. ↑  「各駅の乗車人員 2018年度 ベスト100以外（6）：JR東日本」東日本旅客鉄道。2025年7月19日閲覧。
21. ↑  「各駅の乗車人員 2019年度 ベスト100以外（6）：JR東日本」東日本旅客鉄道。2025年7月19日閲覧。
22. ↑  「各駅の乗車人員 2020年度 101位以下（6）| 企業サイト：JR東日本」東日本旅客鉄道。2025年7月19日閲覧。
23. ↑  「各駅の乗車人員 2021年度 101位以下（6）| 企業サイト：JR東日本」東日本旅客鉄道。2025年7月19日閲覧。
24. ↑  「各駅の乗車人員 2022年度 101位以下（6）| 企業サイト：JR東日本」東日本旅客鉄道。2025年7月19日閲覧。